# Celles-sur-Belle
Celles-sur-Belle är en kommun i departementet Deux-Sèvres i regionen Nouvelle-Aquitaine i västra Frankrike. Kommunen ligger i kantonen Celles-sur-Belle som tillhör arrondissementet Niort. År 2022 hade Celles-sur-Belle 3 834 invånare.

## Befolkningsutveckling
Antalet invånare i kommunen Celles-sur-Belle
| Referens: INSEE |